# Ne le dis à personne
Ne le dis à personne (francès: No ho diguis a ningú) és una pel·lícula de thriller francesa del 2006 dirigida per Guillaume Canet i basada en la novel·la  del 2001 Tell No One d'Harlan Coben. Escrita per Canet i Philippe Lefebvre i protagonitzada per François Cluzet, la pel·lícula va guanyar quatre categories als 32a cerimònia dels Premis César a França: Millor director (Guillaume Canet), Millor actor (François Cluzet), Millor muntatge i Millor música escrita per a una pel·lícula. També va rebre el Lumière a la millor pel·lícula.

## Trama
El doctor Alexandre Beck ha anat recuperant la seva vida lentament des que la seva dona, Margot, aparentment va ser assassinada per un assassí en sèrie amb animals salvatges vuit anys abans. Tanmateix, l'Àlex es veu involucrat en un doble homicidi tot i que no sap res dels crims. El mateix dia, rep un correu electrònic que sembla ser de la Margot, que inclou un enllaç a imatges de vigilància que mostren a la seva dona amb bona pinta; el missatge avisa l'Àlex que tots dos estan sent observats. Mentre l'Àlex lluita per mantenir-se un pas per davant de la llei, els secuaces intimiden els seus coneguts perquè els expliquin el que puguin saber sobre ell, i finalment maten una amiga anomenada Charlotte. Mentrestant, la germana lesbiana d'Alex, Anne, convenç a la seva acomodada parella Hélène perquè contracti una advocada respectada, Élisabeth Feldman, per gestionar el seu cas.
La Margot intenta organitzar una reunió amb l'Àlex enviant-li un correu electrònic que ha de llegir en un cafè internet per evitar ser espiat. Abans que aquesta reunió pugui tenir lloc, s'emet una ordre d'arrest d'Alex per l'assassinat de Charlotte. L'Àlex fuig mentre els seus amics i advocats lluiten per esbrinar la veritat sobre l'assassinat i la reaparició de Margot. Mentre és perseguit per la policia, l'Alex és rescatat per Bruno, un gàngster d'una part difícil de la ciutat que sent que li deu un favor a l'Àlex. Els misteriosos secuaçs reapareixen per evitar que l'Àlex es trobi amb la seva dona, però Bruno el rescata una vegada més. Es veu a la Margot gairebé escapant en un vol a Buenos Aires. L'Elisabeth demostra que l'Alex té una coartada per l'assassinat de Charlotte gràcies als testimonis presencials al cibercafè.
L'Àlex observa els nombrosos misteris sobre la mort de la seva dona, fotos misterioses d'ella coberta de contusions i restes d'heroïna al seu cos. Aviat va descobrir que el pare de Margot, Jacques Laurentin, va fingir la seva mort: ella havia descobert que Philippe Neuville, el jove fill d'un aristòcrata i governador local Gilbert Neuville, era un pedòfil violador les activitats del qual eren tapat amb ajuda de la policia local; quan es va enfrontar a ell, Philippe la va colpejar i li va causar les contusions. Jacques explica que va entrar a la pallissa i va disparar a Philippe. Gilbert Neuville va contractar sicaris per matar Margot mitjançant una trucada telefònica. Després d'haver tocat la trucada telefònica, Jacques va doblar el pagament d'un dels sicaris per tal d'aconseguir que segrestés la seva filla, matés l'altre sicari i noquegés l'Alex. Després de disparar al segon sicari i enterrar-los, Jacques va utilitzar el cos d'un addicte a l'heroïna mort per substituir a Margot, que després va ser incinerada, i Margot es va exiliar. A més, Jacques revela que el pare d'Alex que treballa com a ramader de cavalls per a la família Neuville també va ser assassinat per descobrir els abusos de Philippe Neuville abans que Margot ho fes. Jacques es disculpa i dóna a Alex un document que recopila les proves dels crims de la família Gilbert.
La policia, escoltant la confessió, decideix arrestar Jacques, però ell es mata a trets quan l'Alex se'n va. Molt conscient de les escoltes, va bloquejar la transmissió de l'error per revelar a Alex l'última peça de la veritat: va ser Margot qui va disparar a Philippe després que la va colpejar; Jacques estava encobrint el seu crim, no el seu. Després de la reaparició de Margot, Neuville va contractar assassins per torturar l'Àlex perquè revelés la seva ubicació per venjar el seu fill. Neuville és arrestat i l'Alex i la Margot es reuneixen al llac on va tenir lloc el seu calvari, que es revela com el lloc on també es van enamorar de petits.

## Repartiment
- François Cluzet: Alexandre Beck
- Marie-Josée Croze: Margot Beck
- André Dussollier: Jacques Laurentin
- Kristin Scott Thomas: Hélène Perkins
- François Berléand: Eric Levkowitch
- Nathalie Baye: Mestra Elisabeth Feldman
- Jean Rochefort: Gilbert Neuville
- Marina Hands: Anne Beck
- Gilles Lellouche: Bruno
- Philippe Lefebvre: Tinent Philippe Meynard
- Florence Thomassin: Charlotte Bertaud
- Olivier Marchal: Bernard Valenti
- Guillaume Canet: Philippe Neuville
- Brigitte Catillon: Capità Barthas
- Samir Guesmi: Tinent Saraoui
- Jean-Pierre Lorit: Lavelle
- Jalil Lespert: Yaël Gonzales
- Éric Savin: El fiscal
- Éric Naggar: Pierre Ferrault
- Philippe Canet: François Beck
- Danièle Ajoret: Madame Beck
- Laurent Lafitte: El basc
- Martine Chevallier: Martine Laure
- Thierry Neuvic: Marc Bertaud
- Mika'ela Fisher: Zak
- Françoise Bertin: Antoinette Levkowitch
- Andrée Damant: Simone
- Pierre-Benoist Varoclier: Infermera
- Anne Marivin: Secretària de l’Alex
- Sara Martins: Amic de Bruno

## Producció
El guió va fer diverses modificacions al llibre; un expert en tortura va passar d'un home asiàtic a una dona blanca i es va canviar la identitat de l'assassí. L'autor del llibre va ser citat en una entrevista dient que el final de la pel·lícula era millor que el seu final original.

## Recepció
Ne le dis à personne va tenir una bona acollida tant crítica com comercial.
L'actor britànic Michael Caine, guanyador del Premi Oscar, va dir de la pel·lícula que era la millor que havia vist el 2007 al programa Film 2007 de la BBC. També la va incloure entre les deu millors pel·lícules de tots els temps a la seva autobiografia del 2010, The Elephant to Hollywood.

### Resposta crítica
Rotten Tomatoes atorga a Tell No One una puntuació del 94% basada en les ressenyes de 104 crítics. Metacritic donar a la pel·lícula un 82/100 basant-se en crítiques de 30 crítics.
A França, el web Allociné proposa una nota mitjana de 3,3/5 a partir de l'interpretació de crítiques originàries de 24 títols de premsa.

### Taquilla
La pel·lícula va generar 17 milions de dòlars en vendes d'entrades durant les seves primeres quatre setmanes a la taquilla francesa. En total, la pel·lícula va recaptar 22.194.261 dòlars a França i es va convertir en la 12a pel·lícula més taquillera de l'any amb 3.111.809 entrades venudes. Music Box Films va adquirir els drets de la pel·lícula i li va donar una estrena limitada el 2 de juliol de 2008. La pel·lícula es va estrenar a vuit sales amb una recaptació de 169.707 dòlars durant el cap de setmana d'estrena. En total, la pel·lícula va recaptar 6.177.192 dòlars als EUA i al Canadà.

### Llistes Top ten
La pel·lícula va aparèixer a lesllistes de Top Ten de les millors pel·lícules del 2008.
- 1st: Marc Doyle, Metacritic.com[12]
- 2nd: Marjorie Baumgarten, The Austin Chronicle[12]
- 7th: Kimberly Jones, The Austin Chronicle[12]
- 7th: Marc Mohan, The Oregonian[12]
- 7th: Shawn Levy, The Oregonian[12]
- 8th: Stephen Holden, The New York Times[12]
- 9th: Kenneth Turan, Los Angeles Times[12]
- 10th: Ann Hornaday, The Washington Post[12]
- 10th: Owen Gleiberman, Entertainment Weekly[12][13]